# Cprime
Cprime, Inc este o firmă globală de consultanță agilă și tehnologică.

## Istorie
Cprime, Inc a fost fondată în 2003 de Von (Chris) Holbrook, în Foster City, California, SUA.
Mai târziu, a fost transformată dintr-un SRL într-o corporație în 2007, când Zubin Irani s-a alăturat lui Von Holbrook în calitate de co-fondator.
În 2009, Cprime training a fost înființată pentru a oferi cursuri și certificări de management de proiect.
În 2010—2013, compania sa extins în servicii de consultanță agile și Atlassian. În 2012, Cprime a devenit partener Atlassian concentrându-se pe linia de produse Jira Agile (numită la acea vreme GreenHopper).
În 2018, Cprime și Amazon Web Services (AWS) s-au asociat și au fost acreditați ca Advanced Consulting Partner.
În 2019, după achiziționarea American Society of Professional Education (ASPE), Cprime și-a relansat divizia de formare sub numele de Cprime Learning, pentru a oferi formare de dezvoltare profesională și formare de certificare.
În 2020, Cprime a devenit primul specialist Jira Align. La jumătatea anului 2021, Cprime a lansat divizia de dezvoltare software pentru produse, Cprime Studios, pentru a oferi servicii în fiecare domeniu al ciclului de viață al dezvoltării produsului.
Compania oferă servicii de instruire, coaching, transformare și dezvoltare software. Cprime este un important furnizor global de soluții Agile și DevOps. Cprime este partenerul companiilor din Fortune 100.

## Achizitii
În 2014, Cprime sa alăturat grupului Alten, o companie multinațională franceză de consultanță și inginerie tehnologică.
În 2017, Cprime a achiziționat DevJam, o firmă de consultanță nord-americană specializată în DevOps și Software Services Lifecycle Management (SSLM). În 2017, Cprime a achiziționat Blue Agility, o firmă americană de consultanță și formare specializată în transformări Scaled Agile Framework (SAFe).
În 2019, Cprime a achiziționat activele American Society of Professional Education (ASPE) pentru a-și răspândi soluțiile de formare profesională și certificare către persoane fizice și întreprinderi.
În 2020, Cprime a achiziționat firma ucraineană de servicii IT Archer Software.
În 2021, filiala Cprime, Cprime UK Ltd., a achiziționat compania de agilitate a întreprinderilor din Marea Britanie Radtac Ltd.